# Kammergrab von Rhiw

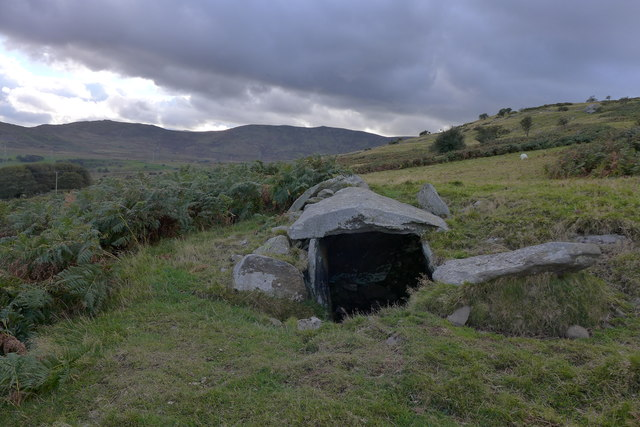
Kammergrab von Rhiw

Das Kammergrab von Rhiw (auch „Caerhun Chambered Tomb“ oder „The Greyhound’s Kennel“ - dt. „der Windhund Zwinger“ genannt) ist ein etwa 3500 v. Chr. errichtetes, neolithisches Passage Tomb. Es steht am Hügel Tal-y-Fan mit Blick auf das Conwy-Tal, westlich von Rowen, bei Conwy in der Principal Area mit dem Status eines County Borough im Norden von Wales ungefähr 100 Meter nordöstlich des Portal Tombs Maen y Bardd.
Der Kammerrest ist das östliche Ende einer etwa 10 Meter langen Struktur, die teilweise in den schwer beschädigten Hügel gebaut wurde. Es ist schwer zu sagen, was Teil der ursprünglichen Struktur und was natürlich ist. Es ist möglich, dass es weitere Kammern gab, die inzwischen zerstört wurden.
In der Nähe befinden sich mehrere Menhire, Gehege und Hüttenkreise, die sich westwärts bis zum Steinkreis von Cerrig Pryfaid erstrecken. Das Gebiet behielt seine Bedeutung während der Römerzeit, als die Straße von Caernarfon zur Festung Canovium am Ufer des Flusses Conwy gebaut wurde.